# Im Bordell geboren – Kinder im Rotlichtviertel von Kalkutta
Im Bordell geboren – Kinder im Rotlichtviertel von Kalkutta ist ein US-amerikanischer Dokumentarfilm aus dem Jahr 2004. Die Regisseurin Zana Briski begleitete Kinder von Prostituierten in Sonagachi, dem Rotlichtbezirk von Kalkutta. Der Film über acht Kinder zwischen 10 und 13 Jahren wurde 2005 mit dem Oscar als „Bester Dokumentarfilm“ ausgezeichnet.

## Vorgeschichte
Die Fotografin Zana Briski kam 1997 nach Kalkutta, um Frauen aus verschiedenen Kasten für ein Projekt zu fotografieren. Als sich Briski in den Rotlichtbezirk verirrte, kam ihr zunächst der Gedanke, die Prostituierten in Bildern festzuhalten. Dann bemerkte Briski die unzähligen Kinder auf den Straßen des Rotlichtviertels und begann, sich mit ihnen auseinanderzusetzen. Viele Kinder waren sehr interessiert an Briskis Kamera und so kam die Fotografin wieder, im Gepäck 20 billige Kleinbildkameras, die sie an die Kinder verteilte. Sie erklärte den Kindern die Funktionen der Kamera und schickte sie dann los, um alles zu fotografieren, was ihnen gefiel. Briski dachte zunächst, sie sähe weder die Kinder noch die Kameras wieder. Aber sie täuschte sich und bekam alle Kameras zurück. Die Kinder waren sehr gespannt darauf, zu sehen, was sie fotografiert hatten. Die Fotografin erkannte beim Entwickeln der Fotos den speziellen Reiz der Bilder: Das Rotlichtviertel aus den Augen der Kinder. Briski beschloss, den Kindern zu helfen und ihre Geschichten zu dokumentieren. So entstand über die Jahre der Dokumentarfilm über die Kinder des Rotlichtviertels von Kalkutta.

## Handlung
Der Film beginnt mit Bildern aus Sonagachi bei Nacht. Dicht an dicht stehen die Frauen an den Rändern der Straße und bieten sich den Freiern an. Briski berichtet von den Bordellen, die voller Kinder sind, die mit ihren Müttern dort leben. Ein Mädchen erzählt, wie es ist, wenn ein Freier kommt. Die 10-jährige Puja stellt ihre Freunde vor, die Kamera zeigt währenddessen, wie sich die Kinder gegenseitig fotografieren. Kochi sitzt auf dem Boden, spült Geschirr und erzählt von ihrem Alltag und davon, dass sie gerne in die Schule gehen würde. Briski versucht gemeinsam mit Kochis Großmutter, Kochi in einem Internat unterzubringen. Kochis Großmutter erzählt detailliert von den schwierigen Familienverhältnissen und warum sie Kochi aufzieht und nicht Kochis Mutter.
Die Fotografin, von den Kindern „Tante Zana“ genannt, gibt den Kindern einen Fotokurs und bespricht mit ihnen die Negative. Der Film zeigt Suchitra, die kaum noch das Haus verlässt, weil ihre Tante sie „in der Reihe“, also zwischen den anderen Prostituierten auf der Straße, haben will. Suchitra möchte das nicht. Sie wird gefragt, ob sie eine Lösung weiß, wie sie verhindern kann, sich zu prostituieren. Das Mädchen verneint dies. Avijit erzählt, wie gerne er malt, und spricht über seinen Vater, der seit Jahren kaum etwas anderes tut als Haschisch zu rauchen. Briski unternimmt immer wieder Ausflüge mit den Kindern, damit sie Gelegenheit zum Fotografieren haben. Sie fahren in den Zoo und ans Meer. Der Film zeigt Streitereien und Gewalt vor den Kindern und gegen Kinder in einem der Bordells. Zwei Frauen beschimpfen sich unflätig, während die Kinder um sie herum spielen oder interessiert den Streit verfolgen.
Briski besucht weiterhin verschiedene Internate und spricht unter anderem bei einem christlichen Internat vor. Aber auch die Nonnen wollen die Kinder von Prostituierten nicht als Schüler aufnehmen und wissen auch kein Internat, in dem Briski Glück haben könnte. Andere Schulen verlangen Geburtsurkunden, Lebensmittelkarten oder einen HIV-Test vor der Aufnahme. Briski versucht, all diese bürokratischen Hürden zu überwinden, um den Kindern Zugang zu einem Internat zu öffnen. Tatsächlich schafft sie es, Plätze für vier der Mädchen zu bekommen.
Avijit wird eingeladen, bei der World Press Photo Exhibition 2002 in Amsterdam Mitglied der Kinderjury zu werden. Um nach Amsterdam zu reisen, braucht Avijit einen Pass. Auch dieses Unterfangen ist ein bürokratischer Akt, der durch Avijits Herkunft fast unmöglich gemacht wird. Briskis Hartnäckigkeit macht sich bezahlt und Avijit kann nach Amsterdam fliegen.

## Hintergrund
In Indien darf der Film nicht aufgeführt werden, auch wenn er zeigt, wie Kinder das Rotlichtviertel und die Armut durch Bildung hinter sich lassen können.
Briski stellte Fotos der Kinder in New York und Kalkutta aus. Einige der Fotos wurden bei Sotheby’s versteigert, andere wurden in einem Kalender der Organisation Amnesty International abgedruckt. Im Jahr 2002 gründete Briski das Projekt Kids with Cameras, das Fotokurse für benachteiligte Kinder anbietet. Neben den Fotokursen in Kalkutta ist das Projekt mittlerweile auch in Kairo, Haiti und Jerusalem tätig.
Eines der Kinder aus dem Film, Avijit, bekam nach Veröffentlichung des Films ein Stipendium und konnte 2005 für ein Jahr eine High School in den Vereinigten Staaten besuchen. Auch Kochi schaffte es in die Vereinigten Staaten und ging ab 2009 in Utah auf eine Privatschule. Seit Juli 2010 studiert Avijit an der Tisch School of Art der New York University.

## Auszeichnungen
Im Bordell geboren – Kinder im Rotlichtviertel von Kalkutta gewann eine Vielzahl an Auszeichnungen. Neben dem Oscar als Bester Dokumentarfilm waren dies unter anderem der National Board of Review Award, der Independent Spirit Award, der LACFA-Award, der Nestor Almendros Prize for Courage der Organisation Human Rights Watch sowie der Publikumspreis auf dem Sundance Film Festival. Dazu kam eine Nominierung bei den DGA Awards.

## Kritiken
Das Lexikon des internationalen Films schrieb: „Der Film zeigt die Entwicklung und den Emanzipationsprozess der Kinder, dokumentiert ihre Determination aufgrund der sozialen Umstände, aber auch die Fähigkeit, sich von der Vergangenheit zu lösen. Ferner macht der Film eindrucksvoll die kreativen Potenziale deutlich, die in den Kindern schlummern.“
Das Magazin Der Spiegel beurteilte den Film als „tiefbewegend und elegant wie eine gute Fotoreportage“.